# Армавірський провулок (Київ)
Армаві́рський прову́лок — зниклий провулок, що існував у Шевченківському районі міста Києва, місцевість Сирець. Пролягав від Ризької вулиці до тупика.

## Історія
Провулок виник у 50-х роках XX століття. Назву Армавірський провулок набув у 1950-х роках, від Армавірської вулиці (нині — вулиця Максима Берлинського), що пролягає поблизу.
Ліквідований у зв'язку зі зміною планування міста 1977 року.